# Cetraria crespoae
Espèce
Cetraria crespoae (du latin cetra, « petit bouclier », et crespoae, en hommage à Ana Maria Crespo de Las Casas, lichénologue espagnole) est une espèce de lichens fructiculeux de la famille des Parmeliaceae.
On l’observe en France dans la Réserve naturelle nationale de la plaine des Maures sur des branches mortes d’Erica scoparia et d’Erica arborea dans des landes sèches à callune et les maquis silicoles. Il arrive aussi de le trouver au sol, avec ou sans restes visibles de branches d’Ericaceae.
Il a été observé ailleurs sur diverses espèces d’Ericaceae, Cistus ladanifer et Pinus pinaster.
On le trouve dans des stations plutôt ouvertes, ensoleillées mais humides.
Son thalle, fructiculeux, est rigide, buissonnant, vert olive à brun (il semble presque noir parfois). Ses branches sont circulaires, creuses et ramifiées plus ou moins dichotomiquement. Les rameaux terminaux sont recouverts de nombreuses spinules portant une pycnide brun foncé à leur extrémité.
Des pseudocyphelles allongées et cratériformes sont présentes en grand nombre sur tous les rameaux.
Les apothécies, lécanorines, terminales ou subterminales ont un disque plan ou légèrement convexe, brillant, dont le bord est recouvert de spinules.